# 生地氏
生地氏（おんじうじ）は、紀伊国の国人衆。日本の氏族の一つ。本姓は坂上氏。

## 歴史
坂上田村麻呂の流れを組み、南北朝時代に活躍した坂上尹澄を祖とする。
居城は鎌倉時代に築城した畑山城、ついで室町時代前期に築城した銭坂城（現・和歌山県橋本市）がある。
尹澄は鎌倉時代末期の伊都郡司として元弘の乱に討幕軍として戦った。楠木正成の妹を妻に娶っていた関係からだと思われる。隣の隅田氏は幕府方であったため、度々激戦を繰り広げた。鎌倉幕府滅亡後は後醍醐天皇に従って南朝方となるが、1336年（建武3年）、摂津国湊川で足利尊氏の軍勢を楠木正成らと共に迎え討って討死した。
その後、安澄 - 盛澄 - 益澄と続いて南北朝時代は終結を迎え、南朝方に属した生地氏は一時没落する。
益澄の子俊澄は畠山氏に属して相賀庄を室町幕府より賜って家を復興させるが戦国時代に至って、家督騒動が起こり、衰退の一途を見せ、吉澄の代に畠山氏が滅亡すると織田信長、次いで豊臣秀吉に仕えて辛くも家を保ったが関ヶ原の戦いで西軍に属して討死し、家は改易となった。
一族は帰農し、紀伊国清水村（現・和歌山県有田郡有田川町）に移住したと言われる。

## 関連資料
生地氏が記録される資料。
- 『生地家譜』
- 『紀伊続風土記附録』